# آمورباخ
شهر آمورباخدر ایالت بایرن در کشور آلمان واقع شده است.